# Internet Leaks
Internet Leaks è il terzo EP del cantante statunitense "Weird Al" Yankovic, pubblicato nell'estate del 2009.
Le canzoni presenti nell'EP faranno parte del tredicesimo album in uscita nel 2010.

## Tracce
1. Whatever You Like (parodia di Whatever You Like, di T.I.) - 3:42
2. Craigslist - 4:50
3. Skipper Dan - 4:01
4. CNR - 3:21
5. Ringtone - 3:25

## Video
Ad eccezione di Whatever You Like, vennero fatti dei video per tutti i singoli di questo EP.

## Musicisti
- "Weird Al" Yankovic - fisarmonica, tastiera, cantante
- Steve Jay - basso, coro
- Jim West - chitarra, coro
- Rubén Valtierra - tastiera
- Jon "Bermuda" Schwartz - batteria, coro